# سلطان مصبح
سلطان مصبح (انگلیسی: Sultan Musabah؛ زادهٔ ۲۹ اکتبر ۱۹۸۸) بازیکن فوتبال اهل امارات متحده عربی است.